# 艾志波
艾志波（1982年10月29日—），是一名中国足球运动员，司职后卫。目前效力于中甲球队武汉卓尔。

## 俱乐部生涯
艾志波出道于武汉足球俱乐部。2000年首次进入一线队名单参加甲B联赛。2004年随队夺取中甲联赛冠军并升入中超联赛。2008年武汉队退出中超，之后艾志波于2009年加盟长春亚泰。2010年7月球员二次转会期间，长春亚泰与江苏舜天达成一致协议，艾志波以租借方式加盟江苏舜天。2011年艾志波从长春亚泰永久转会到江苏舜天。2014年7月15日，艾志波转会回家乡球队武汉卓尔。 2016年12月30日，武汉卓尔宣布续约艾志波。

## 国家队生涯
2005年艾志波曾经入选了朱广沪时期的国家队大名单，但是在东亚运动会前因为受伤而没有出场比赛。